# Маньи-ле-Фрёль
Маньи́-ле-Фрёль (фр. Magny-le-Freule) — коммуна во Франции, находится в регионе Нижняя Нормандия. Департамент коммуны — Кальвадос. Входит в состав кантона Мезидон-Канон. Округ коммуны — Лизьё.
Код INSEE коммуны — 14387.

## Население
Население коммуны на 2010 год составляло 302 человека.
| 1962 | 1968 | 1975 | 1982 | 1990 | 1999 | 2010 |
| ---- | ---- | ---- | ---- | ---- | ---- | ---- |
| 354  | 287  | 268  | 297  | 331  | 313  | 302  |

## Экономика
В 2010 году среди 199 человек трудоспособного возраста (15—64 лет) 147 были экономически активными, 52 — неактивными (показатель активности — 73,9 %, в 1999 году было 62,3 %). Из 147 активных жителей работали 132 человека (75 мужчин и 57 женщин), безработных было 15 (3 мужчин и 12 женщин). Среди 52 неактивных 8 человек были учениками или студентами, 25 — пенсионерами, 19 были неактивными по другим причинам.